# Les hirondelles ne meurent pas à Jérusalem
Pour plus de détails, voir Fiche technique et Distribution.
Les hirondelles ne meurent pas à Jérusalem est un film tunisien réalisé en 1994 par Ridha Béhi.

## Synopsis
Richard, journaliste et reporter, part pour la Palestine. L'imminence d'une signature d'un accord de paix entre Israéliens et Palestiniens et la douce perspective de retrouver son amie Esther a raison de sa résistance à se relancer dans le reportage politique. Dès son arrivée à Jérusalem, son chemin croise celui d'un « guide » palestinien, personnage ouvert, chaleureux et volubile, surnommé « radio-locale ». Celui-ci est en plein émoi, comme toute sa famille partie à la recherche d'une grand-mère disparue en 1948 lors de l'entrée des Israéliens à Jaffa et qui vient soudainement de réapparaître à la une d'une journal local.
Tandis que courent et s'intensifient les rumeurs d'une paix possible, le journaliste français se trouve confronté à l'incertaine et dure réalité en Israël et dans les territoires occupés.
Paix et guerre, générosité et égoïsme, tolérance et intolérance, ouverture et obscurantisme sont face à face.

## Fiche technique
- Titre : Les hirondelles ne meurent pas à Jérusalem
- Réalisation : Ridha Béhi
- Directeur de la photographie : Theo van de Sande
- Production : Baba Films - Alya Films
- Pays :  Tunisie,  France
- Format : couleur (35 mm)
- Genre : drame
- Date de sortie : 1994

## Distribution
- Jacques Perrin : Richard
- Salim Daw : Hammoudi – Radio locale
- Laurence Masliah : Esther
- Youssef Aiani : Anis
- Ben Gazzara : Moshe
- Ameur Khalil : Riadh
- Françoise Rigal : Elisabeth
- Rim Turki : Zeinab